# All This and Heaven Too
All This and Heaven Too è il terzo album di Andrew Gold, pubblicato nel 1978 per la Asylum Records.

## Descrizione
Terzo lavoro di Gold, vede la partecipazione di alcuni noti poli-strumentisti rock.
Il singolo Thank You for Being a Friend è stato il tema principale della serie tv Cuori senza età.
Nonostante non sia accreditato, Freddie Mercury ha partecipato all'album come corista.
Nell'anno 1978, All This and Heaven Too è entrato nella top 5 degli album inglesi più venduti.

## Tracce
1. How Can This Be Love – 4:01 (Mark Safan, Mark Goldenberg)
2. Oh Urania (Take Me Away) – 4:22
3. Still You Linger On – 3:21
4. Never Let Her Slip Away – 3:29
5. Always for You – 4:37
6. Thank You for Being a Friend – 4:41
7. Looking for My Love – 3:39
8. Genevieve – 5:05 (Gold, Brock Walsh)
9. I'm on My Way – 3:41 (Mark Safan)
10. You're Free – 4:08

## Singoli
- 1977: Thank You for Being a Friend

## Formazione
- Andrew Gold - voce, pianoforte, chitarra elettrica
- Leland Sklar - basso elettrico
- Jeff Porcaro - batteria